# Schöder
Schöder – gmina w Austrii, w kraju związkowym Styria, w powiecie Murau. Liczy 989 mieszkańców (1 stycznia 2015).